# Saint-Christo-en-Jarez
Saint-Christo-en-Jarez ist eine französische Gemeinde mit 1.888 Einwohnern (Stand: 1. Januar 2022) im Département Loire in der Region Auvergne-Rhône-Alpes. Sie gehört zum Arrondissement Saint-Étienne und zum Kanton Sorbiers.

## Geografie
Die Gemeinde Saint-Christo-en-Jarez liegt im Südwesten der Monts du Lyonnais, etwa zwölf Kilometer nordnordöstlich von Saint-Étienne am Fluss Onzon. Im Norden der Gemeinde entspringt der Fluss Couzon. Umgeben wird Saint-Christo-en-Jarez von den Nachbargemeinden Marcenod im Norden, Saint-Romain-en-Jarez im Nordosten, Valfleury und Cellieu im Osten, Saint-Chamond im Südosten und Süden, Sorbiers im Südwesten, Fontanès im Westen sowie Grammond im Nordwesten.

## Bevölkerungsentwicklung
| Jahr                       | 1962 | 1968 | 1975 | 1982 | 1990 | 1999 | 2006 | 2015 | 2022 |
| -------------------------- | ---- | ---- | ---- | ---- | ---- | ---- | ---- | ---- | ---- |
| Einwohner                  | 1028 | 1074 | 988  | 1146 | 1288 | 1365 | 1672 | 1829 | 1888 |
| Quellen: Cassini und INSEE |      |      |      |      |      |      |      |      |      |

## Sehenswürdigkeiten
- Kirche Saint-Christophe mit der Kapelle Saint-Jean-Louis Bonnard

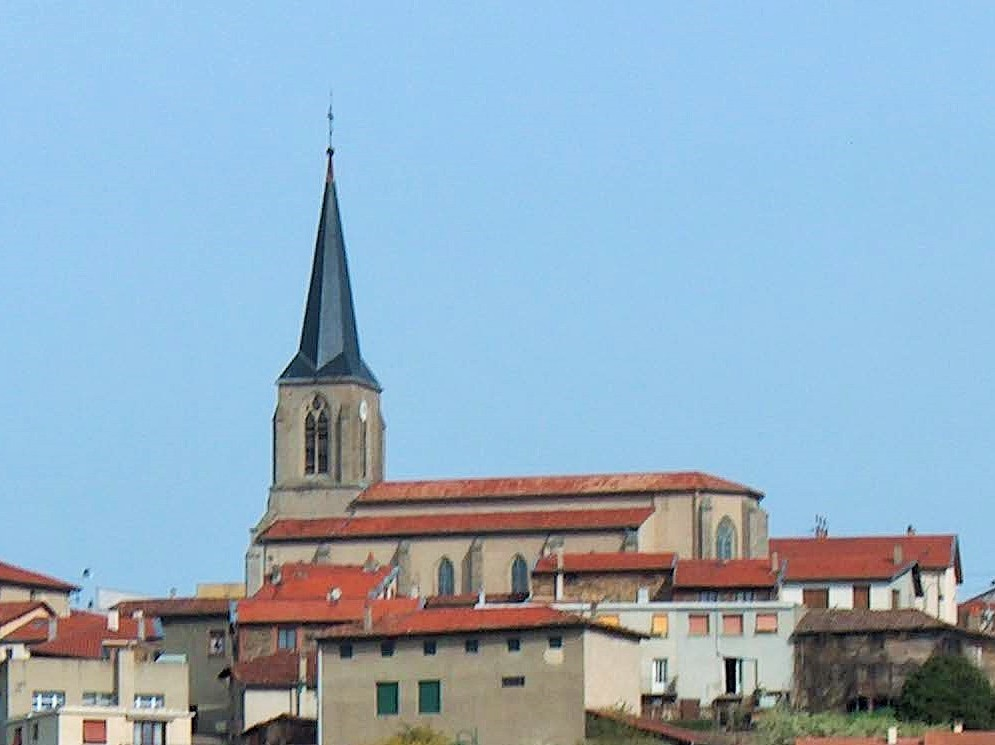
Kirche Saint-Christophe

- mehrere Mühlen

## Gemeindepartnerschaft
Mit der italienischen Gemeinde Brembio in der Provinz Lodi (Lombardei) besteht seit 2004 eine Partnerschaft.